# ويليام والاس (ملحن)
ويليام والاس (بالإنجليزية: William Vincent Wallace)‏ (و. 1812 – 1865 م) هو ملحن، وعازف بيانو، وكاتب أغاني من جمهورية أيرلندا، والولايات المتحدة، ولد في وترفورد، يستخدم آلات بيانو، توفي عن عمر يناهز 53 عاماً.

## روابط خارجية
- ويليام والاس على موقع ميوزك برينز (الإنجليزية)
- ويليام والاس على موقع قاعدة بيانات برودواي على الإنترنت (الإنجليزية)
- ويليام والاس على موقع ديسكوغز (الإنجليزية)